# SOLID
SOLID – mnemonik zaproponowany przez Roberta C. Martina, opisujący pięć podstawowych założeń programowania obiektowego: zasady jednej odpowiedzialności (ang. single responsibility), zasady otwarte-zamknięte (ang. open-close), zasady podstawienia Liskov (ang. Liskov substitution principle), zasady segregacji interfejsów (ang. interface segregation principle) oraz zasady odwrócenia zależności (ang. dependency inversion principle).
Nazwę SOLID zaproponował Michael Feathers, który zauważył, że jeśli ułożyć zasady, zebrane przez Martina, w innej kolejności, pierwsze liery utworzą słowo SOLID.
| Inicjał | Skrót | Koncepcja |
| ------- | ----- | --- |
| S       | SRP   | Single responsibility principle (Zasada jednej odpowiedzialności) Klasa powinna mieć tylko jedną odpowiedzialność (nigdy nie powinien istnieć więcej niż jeden powód do modyfikacji klasy).                                                              |
| O       | OCP   | Open/closed principle (Zasada otwarte-zamknięte) Klasy (encje) powinny być otwarte na rozszerzenia i zamknięte na modyfikacje. |
| L       | LSP   | Liskov substitution principle (Zasada podstawienia Liskov) Funkcje które używają wskaźników lub referencji do klas bazowych, muszą być w stanie używać również obiektów klas dziedziczących po klasach bazowych, bez dokładnej znajomości tych obiektów. |
| I       | ISP   | Interface segregation principle (Zasada segregacji interfejsów) Wiele dedykowanych interfejsów jest lepsze niż jeden ogólny. |
| D       | DIP   | Dependency inversion principle (Zasada odwrócenia zależności) Wysokopoziomowe moduły nie powinny zależeć od modułów niskopoziomowych - zależności między nimi powinny wynikać z abstrakcji.                                                              |